# أبو جندل الكويتي
أبو جندل الكويتي واسمه الحقيقي عبد المحسن الزغيلان الطارش هو قيادي كويتي بارز في تنظيم الدولة الإسلامية (داعش)، وعُرف بأنه من أشرس القادة العسكريين في التنظيم.

يتهم أبو جندل في مشاركته بمذبحة الشعيطات في دير الزور في سوريا

## نبذة
أبو جندل الكويتي من منطقة الجهراء في الكويت وفي العقد الثالث من العمر، وكان متأثرا بالفكر الجهادي حيث خرج للقتال في سورية، وانضم إلى تنظيم الدولة الإسلامية (داعش) حيث يُعتبر الرجل الثاني عسكريا فيها بعد أبو الأثير الحلبي، وتولى قيادة كتيبة فرسان الجزيرة في منطقة الحسكة في سورية قبل توجهه إلى العراق.
تولى أبو جندل الكويتي عدداً من المناصب الأمنية والعسكرية في تنظيم الدولة الإسلامية (داعش) وكان يتنقل بين سوريا والعراق. وظهر بداية عام 2015 في صورة قرب مدينة تكريت شمال العراق، وهو يجلس في القاعة الرئاسية المخصصة للاجتماعات في إحدى قصور الرئيس العراقي الأسبق صدام حسين، كما قاد عدداً من الحملات العسكرية في ديرالزور والحسكة وتولى في الأخيرة قيادة كتيبة فرسان الجزيرة ضد وحدات حماية الشعب.
كما ظهر في شريط فيديو عام 2014 وهو يقوم بنحر شاب من عشيرة الشعيطات في ديرالزور، وكان يملك حساباً على تويتر باسم الهزبر، هاجم فيه عدداً من علماء الدين في الخليج وسوريا مثل شافي العجمي وعدنان العرعور، ويعتبر أبو جندل من قيادات التنظيم برتبة أمير على مجموعة، وقد نُشرت له صور وهو يُعد الطعام لمجموعته.
وقيل أنه تزوج في العراق ورُزق بمولود أسماه جندل.
وقال المرصد السوري، أن أبو جندل الكويتي، هو من بين أبرز القادة العسكريين في تنظيم الدولة، وقاد معارك سابقة في ريف الحسكة وبمنطقة خناصر في ريف حلب الجنوبي الشرقي، بالإضافة لقيادته معارك في العراق وتنقله بين سوريا والعراق، لحين بدء الهجوم على الريف الغربي للرقة، حيث تولى قيادة عمليات عسكرية عدة في الريف الغربي، كما قام بقيادة عدة عمليات هجوم معاكسة على مواقع تقدمت إليها قوات سوريا الديمقراطية بريف الرقة.
وشارك في السابق في استعادة داعش السيطرة على مدينة تدمر بوسط سوريا في 11 ديسمبر، بعد 8 أشهر فقط على طرد التنظيم من قِبل الجيش النظامي المدعوم من روسيا.

## مقتله
قُتل يوم الاثنين 26 ديسمبر (كانون الأول) 2016 ميلاديًا، بغارة للتحالف الدولي قرب قلعة جعبر في ريف الطبقة في الرقة، شمال شرقي سوريا، وكان عبد المحسن الزغيلان الطارش المعروف بأبو جندل الكويتي يقود المعركة ضد قوات سوريا الديمقراطية، حتى قُتل بعد استهداف سيارته قرب قلعة جعبر بعدة غارات من طائرات التحالف الدولي.